# Egedal Kirke
Egedal Kirke er en kirke, der ligger i Kokkedal omkring 12 kilometer øst for Hillerød i Region Hovedstaden. Kirken er indviet pinsedag 1990 og tegnet af arkitektfirmaet Fogh & Følner.
Bygningen blev udarbejdet efter et ønske om en flerrums- og arbejdskirke. Den er formet som to fløje, forbundet med en rummelig fælles forhalsbygning, der giver adgang til alle bygningens afsnit og giver mulighed for socialt samvær, samt en udsigt over de grønne områder. Set fra øst, kiler bygningsarealet sig ind i en niche i skovbrynet, hvor terrænet stiger som flade terræntrapper op mod den indre søjlegård. Kirkefløjen, sognegårdsfløjen og tårnbygningen er udført med facader af rødgule, blødstrøgne teglsten, hvori der er indmuret specialblokke med hvide glaserede overflader. Tagfladerne er beklædt med blypatineret rustfrit stål med stående false. Omkring indgangsdørene til kirkefløjen indgår udsmykkede partier af formsten og glaseret tegl til dels udført af Vibeke Steffensen. I det hvidkalkede kirkerum står alter, døbefont, altersølv og alterkors udført af Bent Exner.

## Eksterne kilder og henvisninger
- Egedal Kirke Arkiveret 19. september 2015 hos  Wayback Machine på KortTilKirken.dk

1. ↑  Karen Marcher. "Historien bag Egedal Kirke i Kokkedal". Hentet 6. oktober 2022.{{cite web}}:  CS1-vedligeholdelse: url-status (link)
2. ↑  Miland, Mogens (1990).  Norman Svendsen, Margit; Norman Svendsen, Erik (red.). Nyere Danske Kirker. Valby: Unitas Forlag. s. 37-38. ISBN 87-7517-255-0.